# Holger Gabriel
Holger Gabriel (* 1962) ist ein deutscher Sportmediziner und Hochschullehrer.

## Leben
Gabriel studierte von 1981 bis 1987 Medizin an der Heinrich-Heine-Universität Düsseldorf sowie an der Rheinisch-Westfälischen Technischen Hochschule Aachen. 1989 schloss er in Düsseldorf seine Doktorarbeit ab und war dann von 1989 bis 1999 unter Wilfried Kindermann am Institut für Sport- und Präventivmedizin an der Universität des Saarlandes tätig. 1998 legte er seine Habilitation (Thema: „Leistungssport und Immunsystem“) vor.
1999 trat er eine Professur für Sportmedizin an der Friedrich-Schiller-Universität Jena an. In Jena wurde er ab 2003 zudem Leiter der Thüringer Antidoping-Beratungsstelle. 2008 wurde Gabriel in das Kuratorium zur Verleihung des Wissenschaftspreises des Deutschen Olympischen Sportbundes berufen. 2011 übernahm Gabriel das Amt des Direktors des Instituts für Sportwissenschaft an der Friedrich-Schiller-Universität Jena.

### Auszeichnungen
- Arno-Arnold-Preis 1995
- Carl-Diem-Plakette 1997